# スヴィ・コポーネン
スヴィ・コポーネン、よりフィンランド語に近い表記ではスヴィ・コポネン（本名：Suvi Maria Riggs、1988年3月26日 - ）は、フィンランドのファッションモデル。コポネンは旧姓。
2005年、フィンランドのテレビ番組Mallikoulu（America's Next Top Modelに似たモデル志望者の勝ち抜き番組）で優勝。2006/2007秋冬コレクションでデビュー。プラダのショーのトップを務めたことから注目を集めた。